# Amurtry
Amurtry (Lonicera maximowiczii) är en kaprifolväxtart som först beskrevs av Franz Josef Ivanovich Ruprecht, och fick sitt nu gällande namn av Eduard August von Regel. Enligt Catalogue of Life ingår Amurtry i släktet tryar och familjen kaprifolväxter, men enligt Dyntaxa är tillhörigheten istället släktet tryar och familjen kaprifolväxter. Arten förekommer tillfälligt i Sverige, men reproducerar sig inte.

## Underarter
Arten delas in i följande underarter:
- L. m. okamotoana
- L. m. sachalinensis

## Bildgalleri

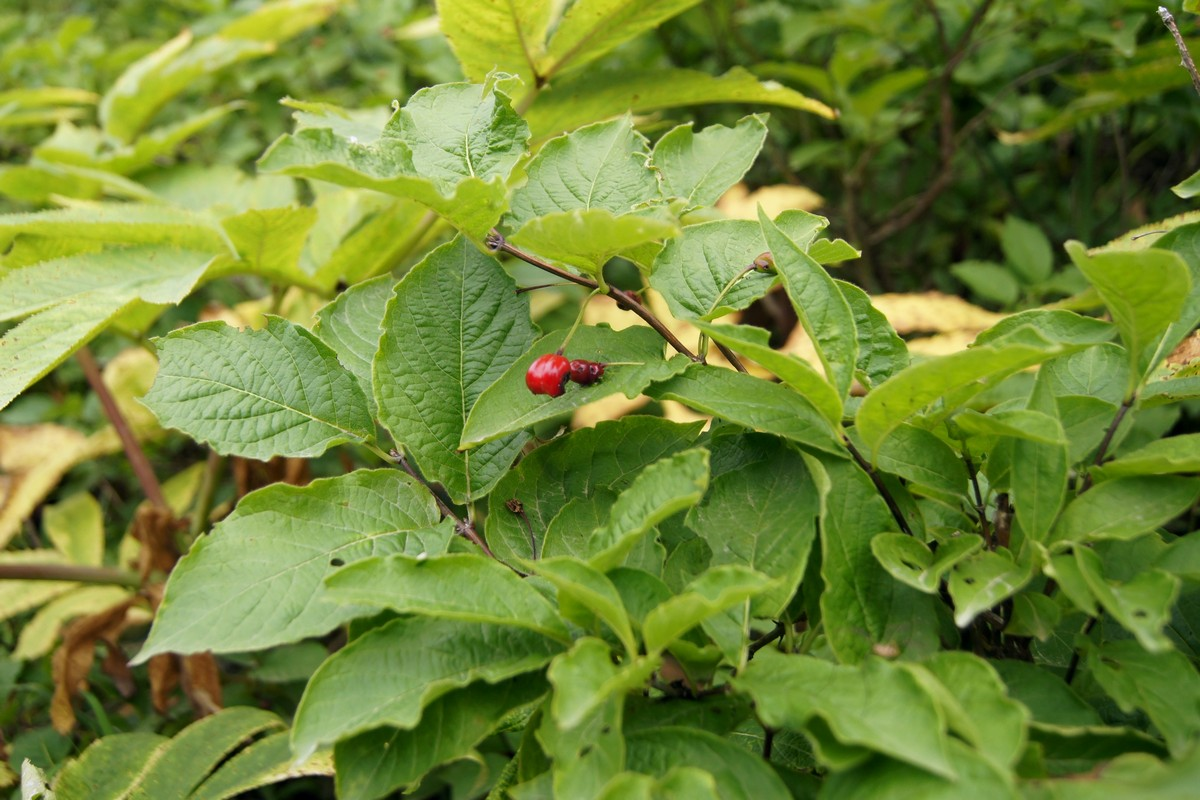